# Bo Henriksen
Bo Henriksen (Roskilde, Dinamarca, 7 de febrero de 1975) es un exjugador y entrenador de fútbol danés. Actualmente dirige al 1. FSV Mainz 05 de la Bundesliga.

## Carrera como jugador
Henriksen, famoso por sus largos mechones de pelo rubio, comenzó su carrera como futbolista en el equipo danés Odense BK, al que se incorporó en 1994 como juvenil del OKS.A pesar de marcar con regularidad en sus primeros tres años en el club, salió de la alineación titular con el nuevo entrenador del OB, Roald Poulsen, pero anotó 10 goles en cinco partidos de la filial. Se fue en enero de 1998 para unirse al club Herfølge Boldklub de la Superliga danesa. Se convirtió en un jugador importante en su equipo durante los siguientes tres años, anotando 14 goles en 69 partidos de liga.
Mientras Herfølge luchaba económicamente, Henriksen fue cedido al Kidderminster Harriers en noviembre de 2001.Hizo su debut para el equipo filial contra el Wigan Athletic dos semanas antes de que se firmara el acuerdo y disputó su primer encuentro con el primer equipo apenas un día después de unirse al club, en un partido contra el Leyton Orient.Fue comprado por el técnico danés del club, Jan Mølby, en un acuerdo de transferencia de £12.500 en febrero de 2002.
Durante su estancia en el equipo inglés, se convirtió en el primer jugador, y hasta la fecha el único, en marcar tres goles en un partido de la liga de fútbol cuando vencieron al Exeter City por 5-2 a finales de 2002.Terminó la temporada 2002-03 como el máximo goleador de la historia del club en la English Football League, con 20 goles en 41 apariciones. Luego marcó dos goles en el primer partido de la temporada siguiente contra Mansfield Town en agosto de 2003, pero no volvió a marcar en su carrera en Kidderminster a pesar de seguir siendo uno de sus futbolistas más populares.
En marzo de 2004, se unió al Bristol Rovers,aunque regresó a Dinamarca para jugar en el Køge Boldklub unos meses después.Henriksen volvió a mudarse al extranjero en junio de 2005, para jugar en Valur y Fram Reykjavik en Islandia,así como en Victory SC en Maldivas.No logró llegar a un acuerdo sobre los términos financieros con el AFC Telford United inglés, por lo que pasó al club islandés ÍBV.

## Carrera como entrenador
Henriksen fue un exitoso jugador/entrenador del Brønshøj BK desde 2006, logrando que el club ascendiera a la Primera División de Dinamarca en 2010 y manteniéndolo en la mitad superior de la liga durante un puñado de temporadas, hasta que se marchó al AC Horsens en 2014.Dirigió este último club durante seis años, hasta que se marchó de mutuo acuerdo en agosto de 2020.
El 31 de mayo de 2021, Henriksen fue nombrado nuevo entrenador del FC Midtjylland, en sustitución de Brian Priske.Fue relevado de sus funciones el 28 de julio de 2022, según un comunicado oficial publicado en Twitter.
El 10 de octubre de 2022, fue confirmado como nuevo entrenador del FC Zürich.Luego de una etapa positiva en el equipo suizo, en febrero de 2024, Henriksen abandonó repentinamente el club de mutuo acuerdo.
El 13 de febrero de 2024, fue oficializado como entrenador del 1. FSV Mainz 05.

## Clubes

### Como jugador
| Club                      | País       | Año       |
| ------------------------- | ---------- | --------- |
| Odense BK                 | Dinamarca  | 1994-1997 |
| Herfølge Boldklub         | Dinamarca  | 1998-2001 |
| Boldklubben Frem (cedido) | Dinamarca  | 2001      |
| Kidderminster Harriers    | Inglaterra | 2001-2004 |
| Bristol Rovers            | Inglaterra | 2004      |
| Køge Boldklub             | Dinamarca  | 2004-2005 |
| Valur                     | Islandia   | 2005      |
| Fram Reykjavík            | Islandia   | 2005      |
| Victory SC                | Maldivas   | 2005-2006 |
| ÍBV                       | Islandia   | 2006      |
| Brønshøj BK               | Dinamarca  | 2007-2011 |

### Como entrenador
| Equipo                | Div.                | Temporada           | Liga  | Liga | Liga | Liga | Liga |       | Copa | Copa | Copa | Copa  |   | Internacional | Internacional | Internacional | Internacional | Internacional |   | Otros | Otros | Otros | Otros |     | Totales     | Totales | Totales | Totales | Totales | Totales | Totales | Totales |
| Equipo                | Div.                | Temporada           | Part. | G    | E    | P    | Pos. | Part. | G    | E    | P    | Part. | G | E             | P             | Pos.          | Part.         | G             | E | P     | Part. | G     | E     | P   | Rendimiento | GF      | GC      | Dif.    |         |         |         |         |
| --------------------- | ------------------- | ------------------- | ----- | ---- | ---- | ---- | ---- | ----- | ---- | ---- | ---- | ----- | - | ------------- | ------------- | ------------- | ------------- | ------------- | - | ----- | ----- | ----- | ----- | --- | ----------- | ------- | ------- | ------- | ------- | ------- | ------- | ------- |
| Brønshøj Dinamarca    | 3.ª                 | 2006-07             | 12    | 5    | 1    | 6    | 10.º | -     | -    | -    | -    | -     | - | -             | -             | -             | -             | -             | - | -     | 12    | 5     | 1     | 6   | 44.45%      | 24      | 22      | +2      |         |         |         |         |
| Brønshøj Dinamarca    | 3.ª                 | 2007-08             | 30    | 19   | 3    | 8    | 3.º  | 2     | 1    | 0    | 1    | -     | - | -             | -             | -             | -             | -             | - | -     | 32    | 20    | 3     | 9   | 65.63%      | 66      | 51      | +15     |         |         |         |         |
| Brønshøj Dinamarca    | 3.ª                 | 2008-09             | 30    | 16   | 8    | 6    | 3.º  | 3     | 2    | 0    | 1    | -     | - | -             | -             | -             | -             | -             | - | -     | 33    | 18    | 8     | 7   | 62.63%      | 73      | 42      | +31     |         |         |         |         |
| Brønshøj Dinamarca    | 3.ª                 | 2009-10             | 30    | 18   | 7    | 5    | 1.º  | 3     | 2    | 0    | 1    | -     | - | -             | -             | -             | -             | -             | - | -     | 33    | 20    | 7     | 6   | 67.68%      | 58      | 32      | +26     |         |         |         |         |
| Brønshøj Dinamarca    | 2.ª                 | 2010-11             | 30    | 13   | 7    | 10   | 5.º  | 3     | 2    | 0    | 1    | -     | - | -             | -             | -             | -             | -             | - | -     | 33    | 15    | 7     | 11  | 52.52%      | 49      | 41      | +8      |         |         |         |         |
| Brønshøj Dinamarca    | 2.ª                 | 2011-12             | 26    | 10   | 10   | 6    | 5.º  | 2     | 1    | 0    | 1    | -     | - | -             | -             | -             | -             | -             | - | -     | 28    | 11    | 10    | 7   | 51.19%      | 41      | 38      | +3      |         |         |         |         |
| Brønshøj Dinamarca    | 2.ª                 | 2012-13             | 33    | 12   | 9    | 12   | 8.º  | 3     | 2    | 0    | 1    | -     | - | -             | -             | -             | -             | -             | - | -     | 36    | 14    | 9     | 13  | 47.22%      | 49      | 40      | +9      |         |         |         |         |
| Brønshøj Dinamarca    | 2.ª                 | 2013-14             | 33    | 16   | 5    | 12   | 4.º  | 3     | 2    | 0    | 1    | -     | - | -             | -             | -             | -             | -             | - | -     | 36    | 18    | 5     | 13  | 54.63%      | 52      | 42      | +10     |         |         |         |         |
| Brønshøj Dinamarca    | Total               | Total               | 224   | 109  | 50   | 65   | -    | 19    | 12   | 0    | 7    | -     | - | -             | -             | -             | -             | -             | - | -     | 243   | 121   | 50    | 72  | 56.65%      | 412     | 308     | +104    |         |         |         |         |
| Horsens Dinamarca     | 2.ª                 | 2014-15             | 33    | 10   | 12   | 11   | 6.º  | 3     | 2    | 0    | 1    | -     | - | -             | -             | -             | -             | -             | - | -     | 36    | 12    | 12    | 12  | 44.44%      | 49      | 51      | -2      |         |         |         |         |
| Horsens Dinamarca     | 2.ª                 | 2015-16             | 33    | 18   | 6    | 9    | 3.º  | 3     | 2    | 0    | 1    | -     | - | -             | -             | -             | -             | -             | - | -     | 36    | 20    | 6     | 10  | 61.12%      | 61      | 36      | +25     |         |         |         |         |
| Horsens Dinamarca     | 1.ª                 | 2016-17             | 32    | 9    | 9    | 14   | 10.º | 4     | 3    | 0    | 1    | -     | - | -             | -             | -             | 6             | 3             | 2 | 1     | 42    | 15    | 11    | 16  | 44.44%      | 51      | 65      | -14     |         |         |         |         |
| Horsens Dinamarca     | 1.ª                 | 2017-18             | 36    | 8    | 16   | 12   | 6.º  | 2     | 1    | 0    | 1    | -     | - | -             | -             | -             | -             | -             | - | -     | 38    | 9     | 16    | 13  | 37.72%      | 48      | 61      | -13     |         |         |         |         |
| Horsens Dinamarca     | 1.ª                 | 2018-19             | 32    | 8    | 9    | 15   | 10.º | 2     | 1    | 0    | 1    | -     | - | -             | -             | -             | 2             | 1             | 1 | 0     | 36    | 10    | 10    | 16  | 37.04%      | 37      | 57      | -20     |         |         |         |         |
| Horsens Dinamarca     | 1.ª                 | 2019-20             | 32    | 13   | 7    | 12   | 8.º  | 5     | 3    | 1    | 1    | -     | - | -             | -             | -             | 2             | 0             | 1 | 1     | 39    | 16    | 9     | 14  | 48.72%      | 47      | 58      | -11     |         |         |         |         |
| Horsens Dinamarca     | Total               | Total               | 198   | 66   | 59   | 73   | -    | 19    | 12   | 1    | 6    | -     | - | -             | -             | -             | 10            | 4             | 4 | 2     | 227   | 82    | 64    | 81  | 45.52%      | 293     | 328     | -35     |         |         |         |         |
| Midtjylland Dinamarca | 1.ª                 | 2021-22             | 32    | 20   | 5    | 7    | 2.º  | 7     | 5    | 1    | 1    | 12    | 4 | 4             | 4             | 1/16          | -             | -             | - | -     | 51    | 29    | 10    | 12  | 63.4%       | 86      | 52      | +34     |         |         |         |         |
| Midtjylland Dinamarca | 1.ª                 | 2022-23             | 2     | 0    | 1    | 1    | Inc. | -     | -    | -    | -    | 2     | 0 | 2             | 0             | Inc.          | -             | -             | - | -     | 4     | 0     | 3     | 1   | 25%         | 4       | 6       | -2      |         |         |         |         |
| Midtjylland Dinamarca | Total               | Total               | 34    | 20   | 6    | 8    | -    | 7     | 5    | 1    | 1    | 14    | 4 | 6             | 4             | -             | -             | -             | - | -     | 55    | 29    | 13    | 13  | 60.61%      | 90      | 58      | +32     |         |         |         |         |
| Zürich · Suiza        | 1.ª                 | 2022-23             | 26    | 10   | 10   | 6    | 8.º  | -     | -    | -    | -    | 3     | 1 | 0             | 2             | FG            | -             | -             | - | -     | 29    | 11    | 10    | 8   | 49.42%      | 36      | 42      | -6      |         |         |         |         |
| Zürich · Suiza        | 1.ª                 | 2023-24             | 23    | 9    | 9    | 5    | Inc. | 3     | 3    | 0    | 0    | -     | - | -             | -             | -             | -             | -             | - | -     | 26    | 12    | 9     | 5   | 57.69%      | 41      | 24      | +17     |         |         |         |         |
| Zürich · Suiza        | Total               | Total               | 49    | 19   | 19   | 11   | -    | 3     | 3    | 0    | 0    | 3     | 1 | 0             | 2             | -             | -             | -             | - | -     | 55    | 23    | 19    | 13  | 53.34%      | 77      | 66      | +11     |         |         |         |         |
| Mainz 05 · Alemania   | 1.ª                 | 2023-24             | 13    | 6    | 5    | 2    | 13.º | -     | -    | -    | -    | -     | - | -             | -             | -             | -             | -             | - | -     | 13    | 6     | 5     | 2   | 58.97%      | 23      | 16      | +7      |         |         |         |         |
| Mainz 05 · Alemania   | 1.ª                 | 2024-25             | 34    | 14   | 10   | 10   | 6.º  | 2     | 1    | 0    | 1    | -     | - | -             | -             | -             | -             | -             | - | -     | 36    | 15    | 10    | 11  | 50.93%      | 58      | 48      | +10     |         |         |         |         |
| Mainz 05 · Alemania   | 1.ª                 | 2025-26             | 0     | 0    | 0    | 0    | -    | 1     | 1    | 0    | 0    | 0     | 0 | 0             | 0             | -             | -             | -             | - | -     | 1     | 1     | 0     | 0   | 100%        | 1       | 0       | +1      |         |         |         |         |
| Mainz 05 · Alemania   | Total               | Total               | 47    | 20   | 15   | 12   | -    | 3     | 2    | 0    | 1    | 0     | 0 | 0             | 0             | -             | -             | -             | - | -     | 50    | 22    | 15    | 13  | 54%         | 82      | 64      | +18     |         |         |         |         |
| Total en su carrera   | Total en su carrera | Total en su carrera | 552   | 234  | 149  | 169  | -    | 51    | 34   | 2    | 15   | 17    | 5 | 6             | 6             | -             | 10            | 4             | 4 | 2     | 630   | 277   | 161   | 192 | 52.49%      | 954     | 824     | +130    |         |         |         |         |
| 1. 2. 3.              |                     |                     |       |      |      |      |      |       |      |      |      |       |   |               |               |               |               |               |   |       |       |       |       |     |             |         |         |         |         |         |         |         |

#### Resumen por competiciones
| Competición                   | Partidos | Ganados | Empatados | Perdidos | %      | Resultado        |
| ----------------------------- | -------- | ------- | --------- | -------- | ------ | ---------------- |
| Segunda División de Dinamarca | 102      | 58      | 19        | 25       | 63.07% | Campeón          |
| Primera División de Dinamarca | 188      | 79      | 49        | 60       | 50.71% | 3.er lugar       |
| Superliga de Dinamarca        | 176      | 62      | 51        | 63       | 44.89% | Subcampeón       |
| Copa de Dinamarca             | 45       | 29      | 2         | 14       | 65.92% | Campeón          |
| Superliga de Suiza            | 49       | 19      | 19        | 11       | 51.71% | 8.º lugar        |
| Copa de Suiza                 | 3        | 3       | 0         | 0        | 100%   | Octavos de final |
| Bundesliga                    | 47       | 20      | 15        | 12       | 53.19% | 6.º lugar        |
| Copa de Alemania              | 3        | 2       | 0         | 1        | 66.67% | Segunda ronda    |
| Liga de Campeones de la UEFA  | 6        | 1       | 3         | 2        | 33.34% | Tercera ronda    |
| Liga Europa de la UEFA        | 9        | 3       | 3         | 3        | 44.44% | Fase de grupos   |
| Liga Conferencia de la UEFA   | 2        | 1       | 0         | 1        | 50%    | Ronda intermedia |
| TOTAL                         | 630      | 277     | 161       | 192      | 52.49% | 2 Títulos        |

## Palmarés

### Como jugador

#### Campeonatos nacionales
| Título                      | Club              | País      | Año       |
| --------------------------- | ----------------- | --------- | --------- |
| Superliga de Dinamarca      | Herfølge Boldklub | Dinamarca | 1999-2000 |
| Copa Presidente de Maldivas | Victory SC        | Maldivas  | 2005      |

### Como entrenador

#### Campeonatos nacionales
| Título            | Club           | País      | Año     |
| ----------------- | -------------- | --------- | ------- |
| Copa de Dinamarca | FC Midtjylland | Dinamarca | 2021-22 |